# Frans Helmerson
Frans Helmerson, né  le 3 novembre 1945 à Falköping, est un violoncelliste et chef d'orchestre suédois.

## Biographie
Frans Helmerson commence le violoncelle à l'âge de huit ans et à douze ans, il étudie auprès de Guido Vecchi à Göteborg. Il étudie également auprès de Giuseppe Selmi à Rome, de William Pleeth (en) à Londres et de Mstislav Rostropovitch. Il joue de nombreuses années dans l'Orchestre symphonique de la radio suédoise où le chef d'orchestre Sergiu Celibidache l'influence grandement. Il remporte en 1971 le 1er prix du Concours International Cassado à Florence puis est lauréat des concours internationaux de Genève et de Munich,. 
Il fonde en 2002 avec Mihaela Martin, Daniel Austrich et Nobuko Imai, le Quatuor Michelangelo qui se produit dans le monde entier. Il a enseigné de nombreuses années à la Hochschule für Musik und Tanz Köln, ainsi qu'à l'École supérieure de musique Reine-Sophie à Madrid. Il a également été professeur invité à l'Académie de musique Hanns Eisler de Berlin et enseigne actuellement à l'Académie Barenboïm-Saïd à Berlin et à l'Académie Kronberg à Francfort. Son enregistrement du Concerto de Dvorak sur le label BIS Records avec l'Orchestre symphonique de Göteborg est considéré comme un des plus brillants,. 